# École Française de Rome
A École Française de Rome é uma instituição estatal de pesquisa na França, no campo da história, arqueologia e ciências sociais, sob a supervisão do Ministério do Ensino Superior e Pesquisa (Ministère de l'enseignement supérieur et de la recherche).
A École Française foi fundada em Roma em 1873 como uma ramificação da École Française d'Athènes, renomeada para École d'archéologie no ano seguinte e aberta em 1875 sob o seu nome atual. Está localizado no Palácio Farnésio, no mesmo prédio da embaixada francesa. Possui uma biblioteca de 200.000 volumes, incluindo 2.000 revistas, e desde 1971 uma editora que publica, entre outras coisas, o Mélanges de l'Ecole française de Rome, publicado em Paris de 1881 a 1970, sob o título Mélanges. d'archéologie et d'histoire apareceu. Em 1971, os Mélanges foram divididos em uma série de estudos antigos (MEFRA) e um para a Idade Média e os Tempos Modernos (MEFRM). Em 1989, o MEFRM limitou-se à Idade Média, com a adição de Mélanges da Escola Francesa de Roma / Itália e Mediterrâneo (MEFRIM). As edições dos registros papais dos dias 13 e 14 estão na Bibliothèque des Écoles Françaises d'Athènes et de Rome. Século, começando com Gregório IX, Publicados.

## Lista de diretores
- Albert Dumont (1874-1875), Académie des Inscriptions et Belles-Lettres
- Auguste Geffroy (1875-1882), Académie des sciences morales et politiques
- Edmond Le Blant (1882-1888), Académie des Inscriptions et Belles-Lettres
- Auguste Geffroy (1888-1895), Académie des sciences morales et politiques
- Louis Duchesne (1895-1922), Academia Francesa
- André Pératé, interino 1922-1923
- Émile Mâle (1923-1937), Academia Francesa
- Jérôme Carcopino (1937-1940), Academia Francesa
- Albert Grenier (1945-1952), Académie des Inscriptions et Belles-Lettres
- Jean Bayet (1952-1960), Académie des Inscriptions et Belles-Lettres
- Pierre Boyancé (1960-1970), Académie des Inscriptions et Belles-Lettres
- Georges Vallet (1970-1983), Académie des Inscriptions et Belles-Lettres
- Charles Pietri (1983-1991), Académie des Inscriptions et Belles-Lettres
- Claude Nicolet (1992-1995), Académie des Inscriptions et Belles-Lettres
- André Vauchez (1995-2003), Académie des Inscriptions et Belles-Lettres
- Michel Gras (2003-2011)
- Catherine Virlouvet (2011-2019)
- Brigitte Marin (desde 2019)